# My Best Friend's Exorcism

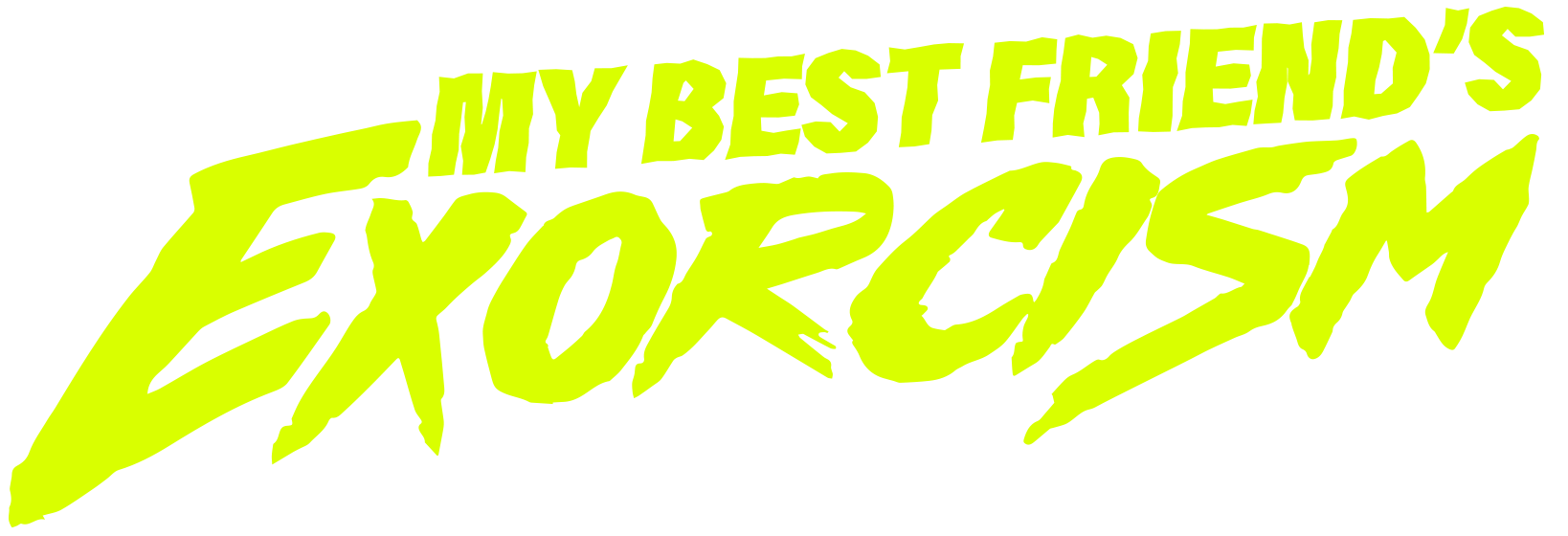
Logo del film

My Best Friend's Exorcism è un film del 2022 diretto da Damon Thomas.
Pellicola di genere commedia dell'orrore, sceneggiata da Jenna Lamia sulla base dell'omonimo romanzo di Grady Hendrix.

## Trama
1988: Abby e Gretchen sono due studentesse del secondo anno delle superiori, migliori amiche fin dall'infanzia; Abby, particolarmente dipendente dall'amica, è triste alla prospettiva dell'imminente trasferimento di Gretchen durante l'estate. Le ragazze, insieme alle loro amiche Margaret e Glee, trascorrono un fine settimana nella casa sul lago della famiglia di Margaret; una notte vengono raggiunte da Wallace, il ragazzo di Margaret, il quale le convince ad assumere dell'LSD. Dopo essere stata offesa da Margaret, Abby se ne va nel bosco accompagnata da Gretchen. Le due ragazze scoprono una casa abbandonata al cui interno si è presumibilmente verificato un rituale satanico con annesso un omicidio e, una volta entrate, si imbattono in una strana creatura simile ad un albero con un occhio gigante. Nella fuga, Abby e Gretchen si separano; entrambe sentono delle voci che portano Abby a credere che l'amica sia subito dietro di lei, mentre Gretchen viene attirata in una stanza dove subisce l'assalto di una forza invisibile. Abby fa poi ritorno nella casa con Margaret e Glee e trovano Gretchen in uno stato di shock, convinta che Abby l'abbia abbandonata.
Di ritorno a scuola, Gretchen assume un comportamento distaccato e maleducato insolito per lei, insultando i suoi amici e urinando in un bidone della spazzatura mentre è in classe. Preoccupata, Abby parla alla ragazza che le rivela di essere stata attaccata nella baracca da qualcuno che la spia tutte le notti, pregandole di mantenere il segreto. Abby teme che Gretchen sia stata violentata e cerca di parlarne con i genitori dell'amica e con la direttrice dell'istituto; questi ultimi, fortemente cristiani, sono scandalizzati solo nel sentire che le ragazze hanno assunto delle droghe e rifiutano di credere ad Abby sul fatto che la verginità di Gretchen sia stata violata, minacciando ripercussioni sulla sua carriera scolastica se continuerà a insistere. Abby ipotizza che il presunto stupratore di Gretchen possa essere Wallace, dato che era andato via dal gruppo più o meno quando lei e Gretchen erano nella casa abbandonata; quando confida i suoi sospetti a Glee, Margaret accusa Abby di essere gelosa e Wallace picchia la ragazza, negando di aver stuprato Gretchen. Anche quest'ultima si allontana da Abby in quanto non ha mantenuto il segreto sulla sua situazione. Abby viene evitata dagli amici e, durante una festa scolastica, Gretchen la umilia ulteriormente facendola cadere in una vasca piena d'acqua e rivelando pubblicamente la sua attrazione sessuale nei confronti di un loro insegnante; furiosa, Abby rompe la sua amicizia con lei. Quella sera, Gretchen viene tormentata e posseduta da una forza invisibile, ma il giorno dopo si presenta a scuola come una persona completamente diversa e riprende a ridicolizzare Abby.
La cattiveria di Gretchen si riversa anche sulle sue amiche: sapendo che Margaret è ossessionata dalla linea fisica, la convince a consumare quotidianamente un frullato dietetico per inibire l'appetito, poi manipola Glee spingendola a fare coming out e a rivelare il suo amore per Margaret, facendole credere di essere ricambiata. Margaret prende in giro Glee, la quale viene poi convinta da Margaret a mangiare un biscotto ripieno di noccioline che le provoca una grave reazione allergica che quasi la uccide. Abby va a trovare Margaret, che non riesce più a mangiare: si scopre che il frullato dietetico di Gretchen conteneva uova di ternia che hanno infestato lo stomaco della ragazza. Sia Glee che Margaret devono quindi essere ricoverate in ospedale.
Abby contatta Christian, un membro del trio dei Lemon Brothers dei bodybuilder cristiani che in precedenza era rimasto turbato nel vedere Gretchen. Christian afferma che la ragazza è stata posseduta e accetta con riluttanza di praticare un esorcismo per liberarla. I due riescono a drogare e a rapire Gretchen, portandola nella casa sul lago di Margaret dove la legano ad un letto. Christian spruzza sale e acqua santa sulla ragazza, mentre Abby apprende che il demone che possiede Gretchen è Andras. Il procedimento sembra funzionare, finché Andras non assume la forma della defunta madre di Christian, spingendolo a fuggire abbandonando Abby a metà dell'esorcismo. Gretchen si libera e attacca l'amica, la quale si difende pugnalandola con un attizzatoio. Gretchen scappa nella casa abbandonata in cui è stata posseduta, seguita da Abby. Quest'ultima rievoca i ricordi speciali che le legano, portando la ragazza a vomitare Andras, che ha l'aspetto di una piccola creatura scheletrica, distruggendolo definitivamente dandogli fuoco.
Qualche tempo dopo, Gretchen e la sua famiglia si preparano a trasferirsi e la ragazza saluta Abby, promettendole che rimarranno per sempre amiche.

## Produzione
Nel novembre 2018 è stata annunciata la produzione di un film tratto dal romanzo My Best Friend's Exorcism di Grady Hendrix. Le riprese sono iniziate quasi tre anni dopo, nell'aprile 2021, e si sono tenute in Georgia.

## Distribuzione
Il film è stato distribuito in tutto il mondo da Prime Video a partire dal 30 settembre 2022.

## Accoglienza
Sull'aggregatore Rotten Tomatoes il film riceve il 50% delle recensioni professionali positive con un voto medio di 5,8 su 10 basato su 30 critiche.